# Лазебник Валентина Іванівна
Валентина Іванівна Лазебник (20 жовтня 1950, Фергана, Узбецька РСР, СРСР) — українська історикиня, краєзнавиця, публіцистка, громадська діячка, музейник. Почесний громадянин Дніпра (жовтень, 2020 рік).
Завідувачка відділу історії України XIV-поч. XX ст. Дніпропетровського національного історичного музею ім. Д. Яворницького. Дослідниця історії України та краю (Катеринославська губернія) другої половини ХІХ — поч. XX ст. Авторка музейних виставок та стаціонарної експозиції 4-ї зали історичного музею «Історичні постаті в історії Катеринославського краю др. пол. ХІХ — поч. XX ст.».

## Біографія
Валентина Лазебник народилася 20 жовтня 1950 року у Фергані (Узбекистан). Пізніше родина переїхали до Дніпропетровську, де й пройшли дитячі роки. 

###### Освіта
В період з 1958—1968 роки навчалася в середній школі №80. З 1969 по 1974 роки навчалася в Дніпропетровському державному університеті на історичному факультеті.

## Діяльність
Після закінчення університету Валентина Лазебник почала відразу ж працювати в історичному музеї. З 1975 по сьогодні — працює в Дніпропетровському національному історичному музеї імені Д. І. Яворницького. Спочатку була старшим науковим співробітником, з 1982 року — завідувачка відділу дорадянської історії та меморіального будинку-музею Д. І. Яворницького. А з 1992 по сьогодні — завідувачка відділу наукових досліджень та експозицій історії України XIV-поч. XX ст.

## Наукова діяльність
Валентина Іванівна веде дослідження історії України другої половини XIX-початку XX ст., зокрема історії Південно-Східної України, минулої Катеринославської губернії (тепер Дніпропетровська, Донецька, Запорізька та Луганська області України).Вона підготувала і опублікувала більше 350 статей з тематики дослідження.
За роки своєї роботи в музеї встигла дослідити наступні теми: 
- історія революційних рухів в краї, історія створення та діяльності Катеринославської міської думи і управи (персоналії)
- початкова історія Катеринославського губернського земства (діячі), історія міського господарства: транспорт, благоустрій, водогін, торгівня і т.і., діячі місцевого самоврядування Катеринославщини
- О. М. Поль, його діяльність, будинок, наслідки діяльності, увічнення пам'яті
- Почесні громадяни міста Катеринослава та повітових міст губернії, губернатори Катеринославщини, населення міста Катеринослава та губернії, пам'ятки історії міста — нерухомі споруди
- діяльність В. Хрінникова, К. Є. Котова, Д. Яворницького та багатьох інших діячів краю, історія банків, торгівлі, реклами, свят, парків, поліції, цвинтарів, розваги, спорт, азартні ігри, зачіски та мода, розпродажі, боротьба з пияцтвом
- історія іноземного інвестування та підприємництва в Україні: Бельгія, Франція, Англія, Німеччина, Швейцарія, Голландія, США.

## Основні публікації
Монографії:
- Лазебник В. И. Озерка наша. Исторический очерк о Днепропетровском Центральном рынке. Вып.2. Дніпропетровськ: Арт-Прес, 2001. — 400 с.
- Лазебник В. І. Сталь у степу. Погляд з України. Історичні нариси (українською та французькою мовами). Дніпро: Арт-Прес, 2017. — 240 с.
- Лазебник В. И. Неизвестная Екатеринославщина: исторические очерки. — Д.: Дніпрокнига, 2012. — 450 с.

Співавтор монографій:
- В. Лазебник. Люди старого Катеринослава. З історії катеринославського міського громадського урядування. (с. 401—485). Дніпропетровськ: минуле і сучасне. Дніпропетровськ: Дніпрокнига, 2001. — 584 с.
- Дніпропетровськ на рубежі тисячоліть. — Дніпропетровськ: Проспект, 2001. — 300 с. Розділ 1. Третя столиця імперії — нездійснені мрії. Розділ 2. Місто залізної лихоманки. с. 12 — 30.
- Дніпропетровськ: Віхи історії/ редкол.: С. А. Квітка та ін. — Дніпропетровськ: Грані, 2001. — 256 с. Гл. III. Столиця Придніпров'я. 1881—1916. — с. 84-123.
- Катеринослав — Дніпропетровськ — 225. Видатні особистості обличчя міста. — Дніпропетровськ: ІМА-Прес, 2001. — 350 с. Розділ: Діячі місцевого самоврядування та особистості міста. с. 13 — 32.
- Історія міста Дніпропетровська (за наук. редакцією А. Г. Болебруха. — Дніпропетровськ: Грані, 2006. — 596 с. Розділ III. На шляху до модерного міста (друга половина ХІХ — початок XX ст.). Гл. І. Пореформенний Катеринослав (1860—1880 рр.). — с. 129—176. Глава II. Катеринослав модернізаційної епохи (1890—1914 рр.). — с. 212—260.
- Діячі державної влади та самоврядування Дніпропетровської області: історичні нариси: у 2 т. /відп.редактор С. І. Світленко. — Д.: Арт-Прес, 2009. — Т.1- 447 с. Автор 13 історико-біографічних нарисів.
- Планета Александрополь. Полевские места в Екатеринославе. Платонов В. П. Человек-легенда Александр Поль.- Днепропетровск: Проспект, 202.- с. 155—163.

Брошури:
- В. Лазебник. Золоті імена в історії міста. Почесні громадяни Катеринослава: Біобібліографічне видання. Упорядник І.Голуб. Дніпропетрвоськ: ДОУНБ, 2009. — 72 с. — іл.
- Україна — Бельгія: історія взаємовідносин. Кін. ХІХ — поч. XX ст. Англійською мовою. Проспект виставки у Посольстві України в Брюсселі (Бельгія). Дніпропетровськ. — 2012. — 20 с.
- На службе родному городу. Екатеринослав — Днепропетровск. — Днепропетровск, 1997. — 14 с.
- Днепропетровский исторический музей имени Д. И. Яворницкого. Путеводитель по экспозиции. Коллектив авторов. — Днепропетровск, 1984. — 150 с.- зал № 4. — с. 49-60.

## Розробка теми «Історія іноземного інвестування в економіку України та Катеринославської губернії»
Протягом 2012-2018 рр. Валентина Лазебник вивчає маловідомі теми іноземного інвестування в економічний розвиток Катеринославщини у 19 столітті. Для популяризації теми в регіоні, а особливо на Сході України, де за часів СРСР намагалися не згадувати про іноземний капітал у розвиток Донбассу, й була створена пересувна виставка (разом з музейний дизайнером Ю. Малієнко) «Іноземні інвестиції в Україну. Кінець ХІХ — поч. XX ст.» — Части Перша «Україна — Бельгія», частина друга «Україна — Франція», частина третя «Україна — Велика Британія, Німеччина, Швейцарія, Голландія, США».
Виставка «Україна — Бельгія» презентувалася у посольстві України в Брюсселі (2012 р.), в Українському кризовому медіа-центрі (2016 р.) . Протягом 2016 року виставка мандрувала Донеччиною і Луганщиною: Лисичанськ, Северодонецьк, Маріуполь, Дружківка, Костянтинівка, Краматорськ, Слов'янськ , на бельгійсько-українському форумі та на Дні Короля Бельгії в Київі, в Вінниці, Кривому Розі, Покровську, Кам'янському. Таким чином музейний проект став своєрідним дипломатичним проектом.
З березня 2017 р. до 25-річчя встановлення дипломатичних відносин між Україною та Бельгією (1992-2017 рр.) виставка з оригінальних музейних предметів колекції з назвою «Українська Бельгія» відкрита за участю посла Люка Якобса і ДНІМ .
15 листопада 2017 р. та 14 березня 2018 р. в УКМЦ та Дніпрі презентувалася книга В.І. Лазебник «Сталь у степу. Погляд з України» (українською та французькою мовами) .
2017 року розпочалося презентаційне турне другої частини виставки-дослідження — про взаємозв'язки України і Франції. 20 червня 2017 р. в УКМЦ за участю посла Франції Ізабель Дюмон відбулася презентація виставки, після чого виставка експонувалася в будинку Міністерства закордонних справ України, а потім вирушила у турне музеями Донбасу — в міста Краматорськ, Дружківка, Костянтинівіка, Маріуполь та ін. в рамках програми УКМЦ «Культурна дипломатія між регіонами України».
У 2018 р. підготовлено третю частину виставки — дослідження, що включає історію взаємовідносин з країнами: Велика Британія, Німеччина, Швейцарія, Голландія та Америка.
5 по 22 червня 2018 р. відбулася презентація виставки «Україна — Бельгія»  у стінах Верховної Ради України.

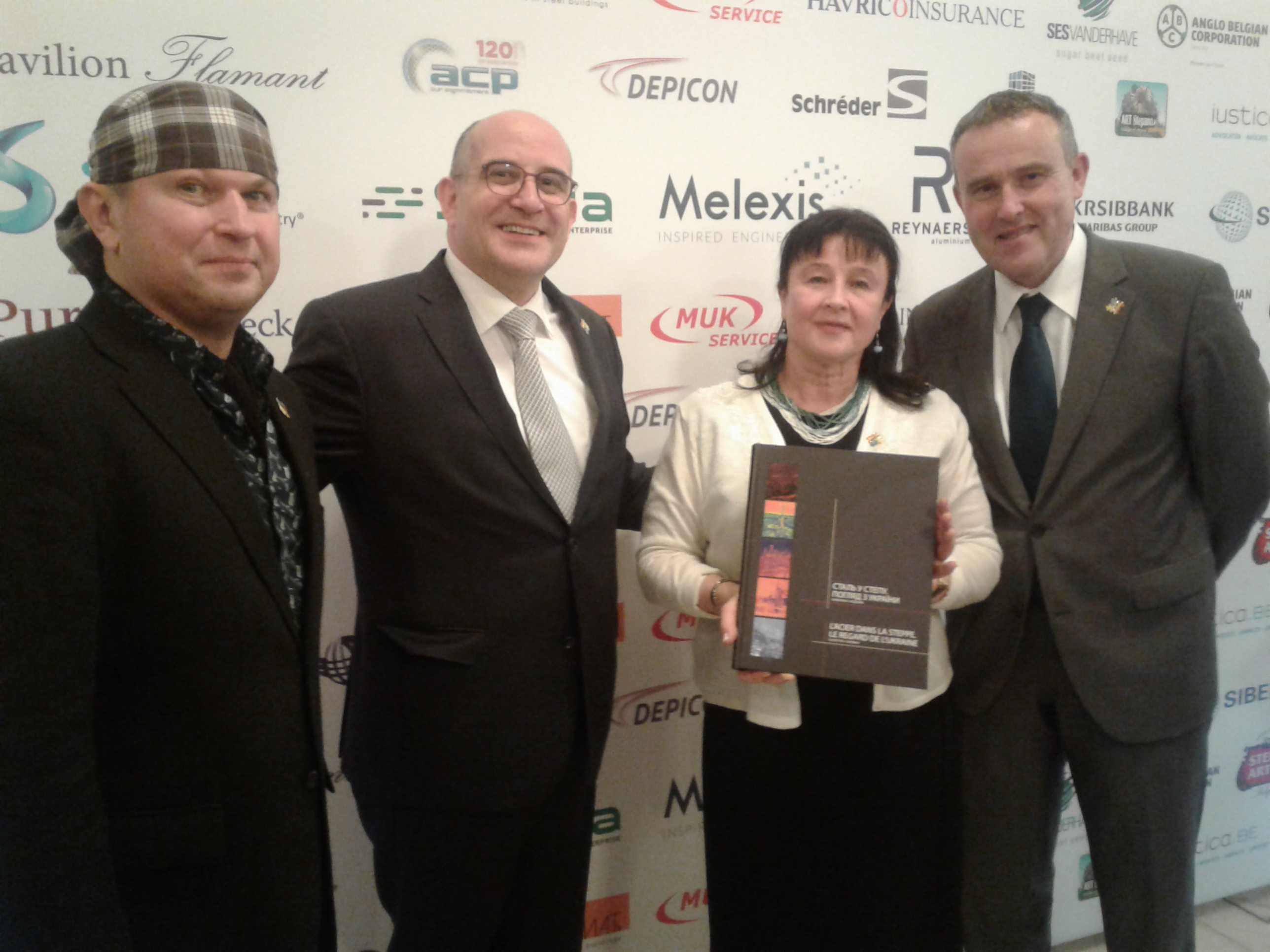
Презентація книги "Сталь у степу: погляд з України", Київ
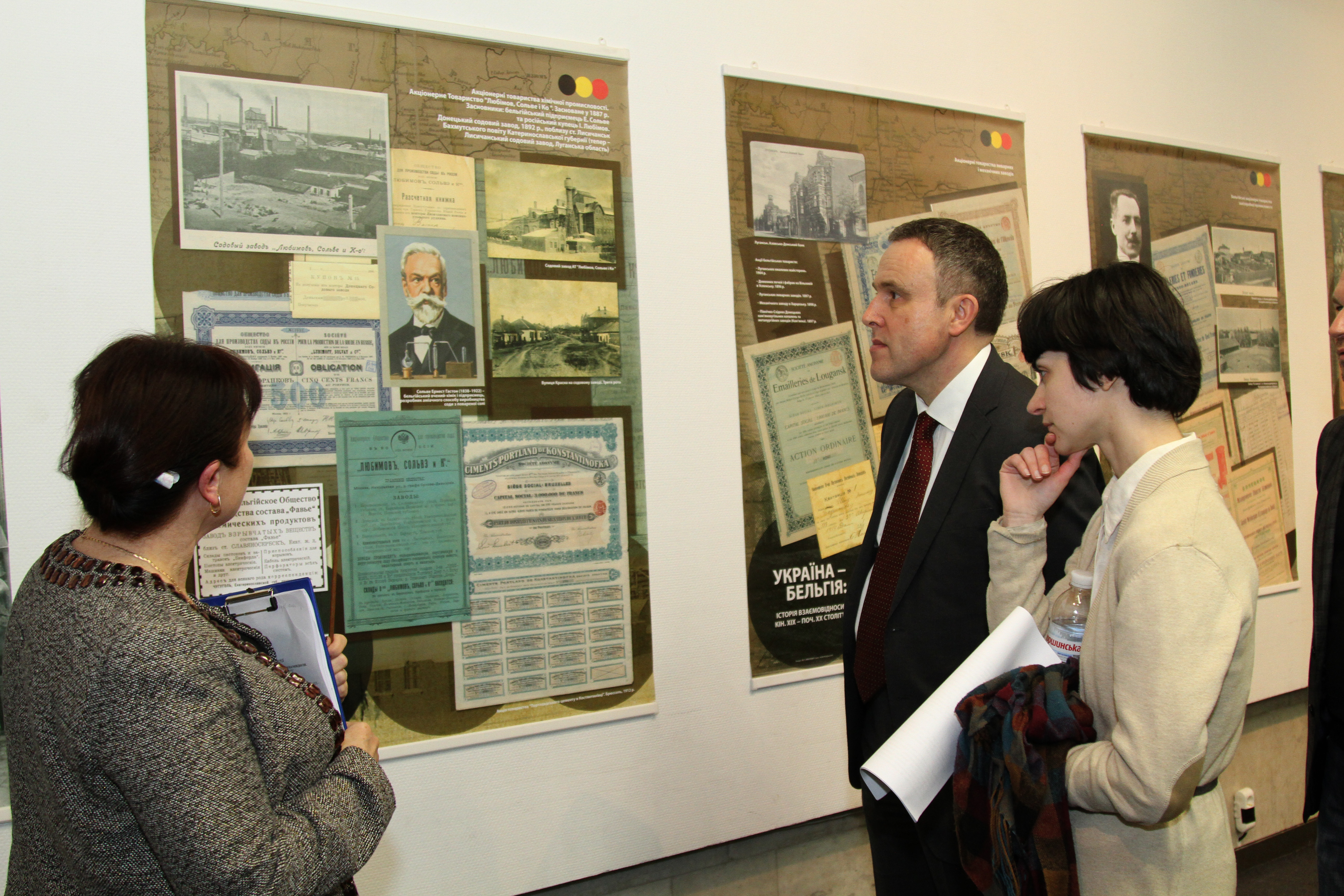
Презентація виставки "Україна - Бельгія", Краматорськ
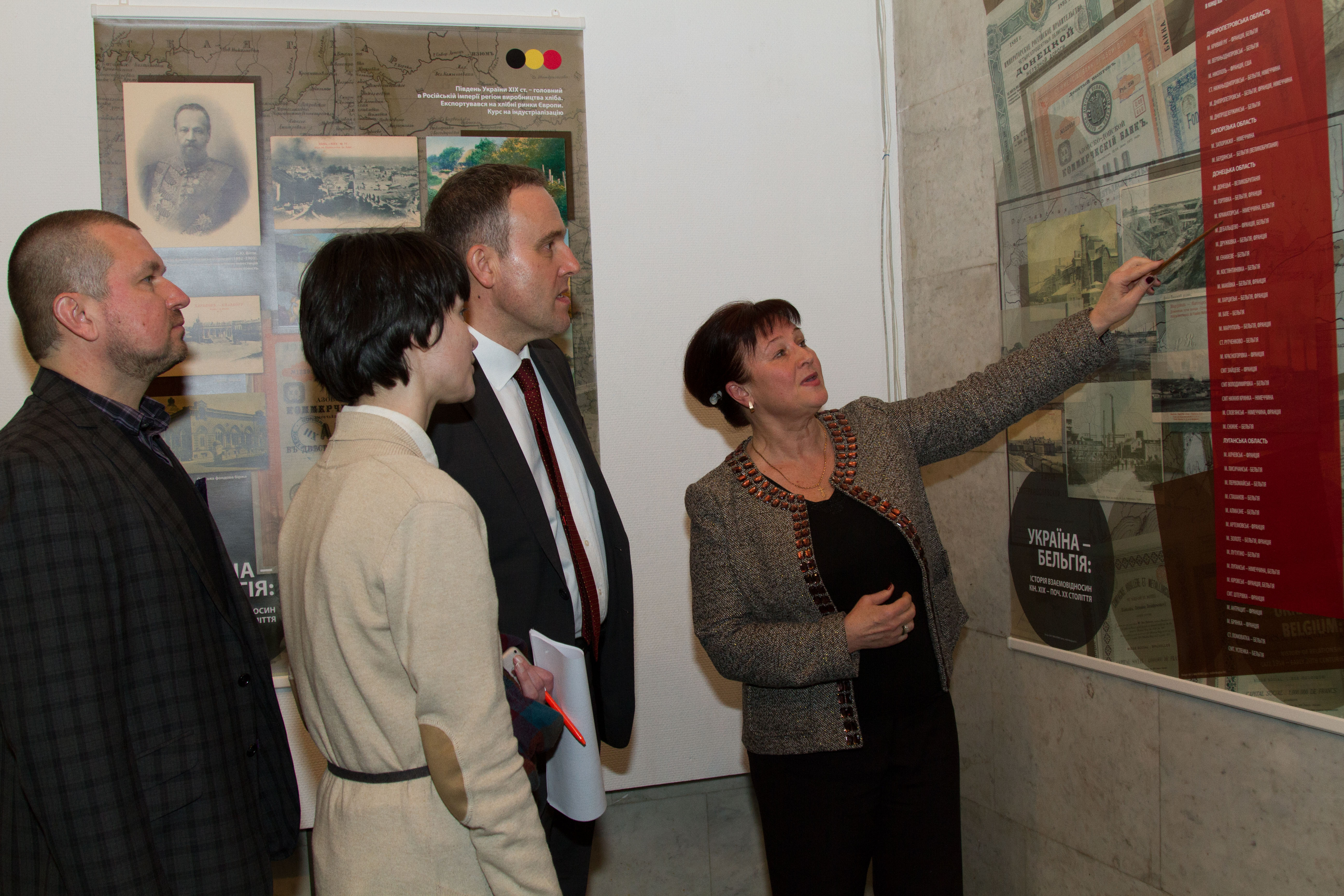
Презентація виставки "Україна - Бельгія", Дружківка

## Співпраця зі ЗМІ
На Дніпропетровському обласному каналі (51 TV) за її участю у 2001 р. вийшов документальний фільм у двох частинах «Пам'яті О.М. Поля» (журналіст З. Томашенко), про життя та діяльність О.М. Поля.
Студія авторських програм «Соло» (В. Амутних, 51TV) зробила цілу низку програм за участю В. Лазебник, присвячених пам'ятним місцям і подіям в історії краю XIX століття. В телевізійних програмах «9 поверх», «Дніпровські хроніки», «Акцент — Медіа», «Краєзнавчі подорожі (Про вибори у Катеринославі та міського голову Езау)», «У дорозі»  розповідала про історію Катеринославської міської думи, міських голів (сюжет про О.Я. Толстікова - міського голову Катеринослава), про перейменування і найменування вулиць міста, про катеринославську гімназію, про переписи населення міста, про надзвичайні події — землетруси, повені, пожежі, пошесті, про лікарні і лікарів міста, про вибори до органів місцевого самоврядування, про Севастопольський парк, про Почесних громадян міста, парки, мости, новий рік, транспортне сполучення міста — трамваї, автомобілі, екіпажі, залізницю і вокзал міста та багато інших тем та відтворювала важливі і цікаві сторінки історії міста і губернії, їх визначних діячів і пересічних громадян.
У 2016-2017 рр. вела популяризаторську роботу маловідомої теми з серії «Україна. Повернення своєї історії», історія іноземного інвестування та підприємництва в економіку Катеринославської губернії .

## Громадська діяльність
З жовтня 1990 р. стала членкинею Національної спілки краєзнавців України, з 2000 р. член міської комісії  щодо присвоєння найменувань (перейменувань) вулицям, провулкам, проспектам, площам, паркам, скверам та ін. об'єктам, розташованим на території міста Дніпра (з 2000 р.). А в період з 2015 по 2016 рр. брала участь в роботі міської та обласної комісій з реалізації державної політики щодо засудження комуністичного та націонал-соціалістичного (нацистського) тоталітарних режимів в Україні (так звана декомунізація).

## Нагороди і відзнаки
- 2002 — пам'ятна медаль «За заслуги перед містом»
- 2009 — Орден Княгині Ольги III ступеня [9]
- 2012 — відзнака голови Дніпропетровської обласної державної адміністрації «За розвиток регіону»
- 2020 — Почесний громадянин міста Дніпра (рішення міської ради від 19.10.2020)